# Oecobius cellariorum
Oecobius cellariorum és una espècie d'aranyes araneomorfes de la família dels ecòbids (Oecobiidae). Fou descrita per primera vegada l'any 1836 per Dugès.
Es troba a Europa del Sud, a Àfrica del Nord i al Orient Pròxim. Ha estat introduïda als Estats Units, a la Xina i al Japó.
Els mascles fan uns 2,2 mm i les femelles de 2,5 a 2,9 mm.